# 廣田耀規
廣田 耀規（ひろた あきのり、1994年12月8日 - ）は、ジャパンラグビーリーグワンルリーロ福岡に所属しているラグビーユニオン選手。

## プロフィール
- 三重県出身[1]。
- ポジションはロック(LO)。
- 身長 193 cm、体重 114 kg
- ニックネームはヒロタ。

## 来歴
15歳からラグビーを始めた。
四日市農芸高校卒業後、大阪体育大学に入学するも怪我のため中退。
2018年、宗像サニックスブルースに加入。
2021年2月20日にジャパンラグビートップリーグ第1節クボタスピアーズ戦に途中出場で公式戦初出場を果たす。同年7月、日野レッドドルフィンズに加入。
2023年3月31日、日野レッドドルフィンズを退団。
その後、韓国スーパーラグビーリーグのポスコE&Cを経て、2024年10月にルリーロ福岡に加入した。